# Nolly – en såpastjärnas fall
Nolly – en såpastjärnas fall (engelska: Nolly) är en brittisk biografisk dramaserie från 2023 som hade premiär i Storbritannien i februari 2023. Serien hade svensk premiär på SVT Play den 24 maj 2023. Första säsongen består av tre avsnitt. Serien är skapad av Russell T. Davies som också skrivit seriens manus. Helena Bonham Carter porträtterar titelrollen Noele Gordon.

## Handling
Serien kretsar kring den brittiska skådespelaren Noele ”Nolly” Gordon som blev en nationell TV-stjärna som hotellägaren Meg Mortimer i TV-serien Crossroads. Nollys karaktär fanns med från starten 1964. År 1981 skrevs Nolly ut ur serien och än idag är det många som undrar varför.

## Roller i urval
- Helena Bonham Carter – Noele Gordon
- Max Brown – Michael Summerton
- Antonia Bernath – Jane Rossington
- Bethany Antonia – Poppy Ngomo
- Mark Gatiss – Larry Grayson
- Emily Butcher – Fiona Fullerton
- Augustus Prew – Tony Adams
- Richard Lintern – Ronnie Allen
- Chloe Harris – Susan Hanson
- Clare Foster – Sue Lloyd
- Lloyd Griffith – Paul Henry
- Con O'Neill – Jack Barton
- Tim Wallers – Charles Denton